# Comuna Jabce, Horohiv
Jabce (în ucraineană Жабче) este o comună în raionul Horohiv, regiunea Volînia, Ucraina, formată din satele Jabce (reședința) și Serghiești.

## Demografie
Componența lingvistică a satului Jabce
     Ucraineană (99,42%)
     Alte limbi (0,58%)
Conform recensământului din 2001, majoritatea populației satului Jabce era vorbitoare de ucraineană (99,42%), existând în minoritate și vorbitori de alte limbi.